# 中川徳男
中川 徳男（なかがわ とくお、1927年10月30日 - 2022年8月10日）は、日本の政治家。元北海道砂川市長（4期）。

## 来歴
北海道空知郡砂川町出身。1942年、砂川町役場に入る。役場内では庶務、企画の各係長、総務、企画の各課長、総務、建設の各部長を務めた。この間、砂川町は1958年に砂川市となり、中川は自治大学校を卒業した。1982年に砂川市役所を退職、翌1983年、砂川市長選挙に立候補して初当選、4期連続で務めた。1999年に市長を退任した。

## 栄典
- 1999年 - 勲四等旭日小綬章
- 2022年 - 正五位[4]